# Терешкович, Константин Андреевич
Константин Андреевич Терешкович (1 мая 1902, с. Мещерское, Подольский уезд, Московская губерния — 13 июня 1978, Рокбрюн-Кап-Мартен, Франция) — российско-французский художник, сценограф, книжный график.

## Биография[1][2]
Константин Андреевич Терешкович родился в семье врача (его отец был директором больницы для душевнобольных — «Канатчиковой дачи»). С 1911 г. занимался живописью в детских студиях К. Ф. Юона, И. И. Машкова и Ф. И. Рерберга. В 1913 г. в галерее С. И. Щукина он впервые познакомился с работами импрессионистов — В. Ван Гога и А. Матисса. Эта выставка произвела на юного художника необычайно сильное впечатление и послужила причиной того, что после окончания реального училища он поступил в 1917 г. в Московское училище живописи, ваяния и зодчества, в класс П. В. Кузнецова. Но занятия в училище оборвали революция и начавшаяся Гражданская война.
Терешкович решает уехать во Францию. Записавшись добровольцем в Красную армию, он служит санитаром на поезде с немецкими военнопленными, ожидающими отправки в Европу. Из-за военной неразберихи вместо Европы поезд оказывается в Сибири, а затем, в самый разгар Гражданской войны, и на Украине, в зоне боевых действий Добровольческой армии. Оттуда Терешкович пробирается в Баку, из Баку в Константинополь, где в британской кавалерии служит конюхом и заодно пишет портреты офицеров. В 1920 г., без денег и паспорта, он попадает в Марсель, потом — в Париж. Живёт на случайные заработки то дворника, то натурщика в скульптурной мастерской.
Приют ему даёт художественный критик и журналист С. Ромов, который знакомит Терешковича с М. Ларионовым и В. Бартом. Терешкович дружит с М. Шагалом, Х. Сутиным; начинает заниматься живописью в Академии Гранд Шомьер; становится участником литературно-художественной группы «Через», входит в секцию художников Союза деятелей русского искусства во Франции; выставляется в «Осеннем салоне», «Салоне Тюильри», «Салоне независимых»; сотрудничает с русским литературно-художественным журналом «Удар», для первого номера которого в 1921 г. пишет статью, направленную против эстетики «Мира искусства».
В 1925 г. состоялась совместная выставка Терешковича и Андрея Ланского в галерее «Анри». В 1927 г. в галереях «Катр Шмен» и «Жирар» проходят персональные выставки художника. Принимает он участие и в многочисленных групповых выставках в Париже,Женеве, Чикаго, Нью-Йорке, Белграде. В 1928 г. вместе с Шагалом экспонирует свои работы на выставке современного французского искусства в Москве. В конце 1920-х гг. работы Терешковича начинают активно покупать известные коллекционеры.
В 1933 г. Терешкович женится на француженке; в браке с Иветт у него рождаются две дочери. Именно дочери и жена становятся главными моделями его картин. Терешкович пишет также садовые окраины Парижа, берега Сены и Марны, натюрморты, жанровые сцены. С 1930 г. он создаёт серию живописных портретов друзей — русских и французских художников: И. Зданевича (1930), X. Сутина (1933), П. Боннара, Д. де Сегонзака, Ж. Руо, Ж. Брака (1941), К. Ван Донгена, М. Утрилло (1942), А. Дерена (1943), Р. Дюфи (1948) и др. Впоследствии эти работы были приобретены Музеем Же де Пом и Гренобльским музеем.
Работает Терешкович и как сценограф — для трупп «Русский балет полковника Базиля» и «Новый Русский балет Монте-Карло» (для последнего в 1933 г. оформляет постановку «Хореариум» на 4-ю симфонию И. Брамса).
В 1939 г. как иностранец, имеющий детей от француженки, он вступает в Иностранный легион и участвует в движении Сопротивления. В 1942-м получает французское гражданство. После демобилизации в 1945 г. Терешкович покупает на улице Буляр, на окраине Парижа, дом-мастерскую с садом, сохранившийся и до наших дней.
Со второй половины 1940-х гг. к художнику приходит слава: ретроспективные выставки его работ следуют одна за другой: в Париже — в галереях «Бернье» (1948, 1951, 1953, 1954, 1961) и «Петриде» (1953, 1958, 1962, 1969, 1971), в Цюрихе (1949), Хельсинки (1953), Лондоне (1958), Нью-Йорке (1961), Токио(1968—1969). Художник подолгу работает в Финляндии, Тунисе, Алжире, Мексике, США. Помимо живописи увлекается работой в смежных видах искусства: предлагает рисунки гобеленов для фабрики Бовэ, занимается художественной керамикой, росписью мебели.
Тогда же Терешкович обращается к книжной графике. В 1949 г. в Цюрихе он осваивает в мастерской Вольфенсберга технику литографии, после чего создаёт графические серии: посвящённые дочерям (1949; его друг поэт Р. Ляпорт написал к каждому листу стихотворение), «Русские офицеры 1860 года» (цветные литографические листы, 1950), «Жокеи» (1959) и др. Он выполняет акварелью иллюстрации к книгам «Сказание о Минотавре» («Contes du Minotaure») Н. Хавторна (1954), «Хаджи-Мурат» («Hadji Mourad») Л. Н. Толстого (1955), «Братья Карамазовы» («Les frères Karamazov») Ф. М. Достоевского (1957), «Тайная любовь» («Le sacrement de l’amour») И. А. Бунина (1963), «Три истории» («La Dame au petit chien. Ma chérie. La Cigale») А. П. Чехова (1965).

## Книги, оформленные Константином Терешковичем во Франции[3]
- Hawthorne, N. Contes du Minotaure / illustrations de Constantin Térechkovitch. — [Tours]: Mame, 1954.
- Tolstoï, L. Hadji Mourad / lithographies originales de Terechkovitch. — Paris: Les Bibliophiles franco-suisses, [1955].
- Dostoievsky, F. Les frères Karamazov / lithographie originale de Costia Terechkovitch en frontispice. — Paris: (Impremeur Nationale Sauret), 1957. — 3 v.
- Sous le signe d’une petite fi lle. Vins Nicolas: Catalogue pour 1957
- Maupassant, G. Fort comme la mort / lithographie originale de Kostia Terechkovitch. — [Monte-Carlo]: A. Sauret, 1958.
- Colette. La Treille Muscate / illustré de 14 lithographies originales en couleurs de Terechkovitch. — Paris: Fernand Léger, 1961.
- Terechkovitch. Les princes du sang / texte de Francois Pietri. — Paris: Flammarion, 1962.
- Bunin, I. Le sacrement de l’amour. — Paris: Presses du Compagnonnage, 1963.
- Tchekhov. La Dame au petit chien. Ma chérie. La Cigale / lithographies originalesde Terechkovitch. — [Paris]: P. Petridès, 1965.